# Valois Klaudia lotaringiai hercegné
Valois Klaudia (Fontainebleau, 1547. november 12. – 1575. február 21.) francia királyi hercegnő, III. Károly lotaringiai herceg felesége, II. Henrik francia király és Medici Katalin leánya.

## Élete

### Származása
Apai nagyszülei: I. Ferenc francia király és első felesége, Valois Klaudia, Bretagne hercegnője
Anyai nagyszülei: II. (Medici) Lorenzó, Urbino hercege és Madeleine de la Tour d’Auvergne francia grófnő.
Szülei 1533. október 28-án keltek egybe. Klaudia volt a királyi pár első olyan gyermeke, aki már apja trónra lépése után született. A fontainebleau-i kastélyban jött világra.
Édestestvérei
- Ferenc (1544. január 19 - 1560. december 5.), a későbbi II. Ferenc francia király, 1558. április 24. és 1560. december 5. között Stuart Mária skót királynő első férje, ám gyermekük nem született
- Erzsébet (1545. április 2 - 1568. október 3.), 1559. június 22. és 1568. október 3. között II. Fülöp spanyol király harmadik felesége, aki négyszer volt terhes, de egy ikerpárt (leányokat) elvetélt, egy leánya pedig halva született vagy már az anyaméhben meghalt. Két leánya érte meg a felnőttkort, Izabella Klára Eugénia és Katalin Mihaéla infánsnők.
- Lajos (1549. február 3 - 1550. október 24.)
- Károly (1550. június 27 - 1574. május 30.), a későbbi IX. Károly francia király, aki 1570. november 26-án nőül vette a 16 esztendős Habsburg Erzsébet osztrák főhercegnőt. Egy leányuk született 1572. október 27-én, Valois Mária Erzsébet, ám ő ötéves korában elhunyt.
- Henrik (1551. szeptember 19 - 1589. augusztus 2.), a későbbi III. Henrik francia király, aki 1575. február 15-én elvette a 21 éves Lotaringiai Lujza hercegnőt, ám örökösük nem született.
- Margit (1553. május 14 - 1615. március 27.), 1572. augusztus 18. és 1599 között III. (Bourbon) Henrik navarrai király első felesége, ám frigyük gyermektelen maradt, ezért az uralkodó kérvényezte a pápánál a házasság felbontását.
- Herkules (1555. március 18 - 1584. június 19.), Anjou és Alençon hercege, aki nem nősült meg, s gyermekei sem születtek sajnos.
- Viktória (1556. június 24 - 1556. augusztus 17.)
- Johanna (született és meghalt 1556. június 24-én), Viktória ikerhúga, ő még anyja méhében meghalt

Féltestvérei (apja törvénytelen gyermekei)
- Diána, édesanyja Duci Filippa, Couy úrnője (1538-1619. január 11.), Diána kétszer is férjnél volt élete során, első hitvese a nála hat évvel idősebb Farnese Horáció castro-i herceg volt 1553-ban, ám a férfi még abban az évben meghalt, özvegye pedig 1559-ben ismét oltár elé állt, ezúttal a 29 esztendős Montmorency Ferenc herceggel. Gyermeke egyik frigyből sem született.
- Henrik, édesanyja Lady Janet Stewart, IV. Jakab skót király törvénytelen leánya (1551-1586), Henrik sosem házasodott meg és gyermeke sem született.
- Henri, édesanyja Nicole de Savigny (1557-1621), Henri-nak édesapja a Saint-Rémy grófja címet adományozta oda

Klaudia örökölte a Mediciek testi gyengeségeit, többek közt a dongalábat és a púposságot is, ami nyilván a beltenyészetre vezethető vissza, arra hogy az ilyen arisztokrata családok tagjai sokszor közeli rokonukkal házasodtak, tehát lényegében vérfertőzést követtek el, ami különféle genetikai hibákat eredményezett gyermekeiknél. Medici Katalin gyermekei közül csak Margit hercegnő volt fizikailag teljesen egészséges, ráadásul ő élt közülük a legtovább is, 61 évig.

### Házassága, gyermekei
Klaudia a nővérével, Erzsébettel és leendő sógornőjükkel, Stuart Máriával együtt nevelkedett, 1559. január 19-én pedig nőül ment a nála négy és fél évvel idősebb III. (Lotaringiai) Károly herceghez, akinek kilenc örököst szült házasságuk 16 éve során.
- Henrik (1563. november 8 - 1624. július 31.), a későbbi II. Henrik lotaringiai herceg;
- Krisztina (1565. augusztus 16 - 1637. december 19.), aki 1589-ben nőül ment a körülbelül 40 esztendős I. (Medici) Ferdinánd toszkánai nagyherceghez, akinek kilenc gyermeket szült;
- Károly (1567-1607), Metz és Strasbourg püspöke, bíboros;
- Antónia (1568-1610), aki La Marck János Vilmos jülich-kleve-bergi herceg második felesége lett, ám gyermekük nem született;
- Anna (1569-1676);
- Ferenc (1572. február 27 - 1632. október 14.), a későbbi II. Ferenc lotaringiai herceg, aki 1624. július 31-től viselhette ezt a címet, bátyja halála után;
- Katalin (1573. november 3 - 1648. március 7.), Remiremont későbbi rendfőnökasszonya;
- Erzsébet Renáta (1574-1635), ő 1595. február 9-én hozzáment egyik unokafivéréhez, a 21 éves I. (Wittelsbach) Miksa bajor választófejedelemhez, akinek ebből az (első) házasságából, mely 40 éven át tartott, nem született örököse;
- Klaudia (1575-1576).

A mindig visszafogott Klaudia volt Katalin királyné kedvenc leánya, s a hercegné gyakran hagyta el Nancy-t, a Lotaringiai Hercegség fővárosát, hogy minél többet lehessen édesanyja közelében. Időnként Katalin is szívesen meglátogatta szeretett leányát Lotaringiában. Medici Katalin akaratával szöges ellentétben Klaudia megpróbálta óva inteni húgát, Margitot attól, hogy Navarrai Henrik király felesége legyen, mivel előre látta e frigy veszélyes következményeit, ami 1572. augusztus 23-ról 24-re virradóan a Szent Bertalan éji mészárlás formájában be is következett. 

### Elhunyta
Klaudia hercegné 1575. február 21-én, mindössze 27 évesen, gyermekágyi láz következtében hunyt el, a franciaországi Nancy városában. Utolsó gyermeke, akinek szülésébe belehalt, ugyancsak a Klaudia nevet kapta, ám körülbelül egyéves korában ő is meghalt, nyilván valamilyen gyermekbetegség miatt.
| Előző Oldenburgi Krisztina | Lotaringia hercegnéje 1559 – 1575 | Következő Gonzaga Mária |